# Qajyrbek Süleimenow
Qajyrbek Schoschanuly Süleimenow (kasachisch Қайырбек Шошанұлы Сүлейменов, russisch Каирбек Шошанович Сулейме́нов; * 12. Mai 1949 in Nowosibirsk, Russische SFSR) ist ein kasachischer Politiker.

## Leben
Qajyrbek Süleimenow wurde 1949 in Nowosibirsk in der Russischen SFSR geboren. Er studierte an der Filiale des Juristischen Instituts Swerdlowsk in Nowosibirsk und machte 1972 seinen Abschluss.
Von 1976 bis 1979 war er stellvertretender Staatsanwalt des Bezirks Leninski von Alma-Ata. Zwischen Mai 1979 und November 1981 war er stellvertretender Leiter der Abteilung für innere Angelegenheiten der Bezirke Kalininski und Alatau und anschließend bis Mai 1986 Leiter der Abteilung für innere Angelegenheiten des Bezirks Leninski. Im Juli 1987 wurde Süleimenow zum Leiter des Stadtkomitees der Kommunistischen Partei der Sowjetunion in Alma-Ata und von Dezember 1988 an leitete er das Regionalkomitee der Kommunistischen Partei. Im Januar 1989 wurde er zum stellvertretenden Leiter der staatlichen Rechtsabteilung des Zentralkomitees der Kommunistischen Partei Kasachstans und von Mai 1990 an war er Leiter der staatlichen Rechtsabteilung des Präsidenten der Kasachischen SSR.
Von Oktober 1991 bis Oktober 1992 war Süleimenow erster stellvertretender Innenminister Kasachstans. Von Oktober 1992 bis Oktober 1995 war er Staatsrat der Republik Kasachstan. Im Oktober 1995 wurde er dann zum Innenminister und somit auch zum Kommandanten der inneren Truppen des Landes, die dem Innenministerium unterstellt sind, ernannt. Nach rund fünf Jahren als Minister wurde er im Dezember 2000 von Bolat Ysqaqow auf diesem Posten abgelöst und erneut zum stellvertretenden Innenminister gemacht. Von Januar 2002 an bekleidete er dann erneut die Position des kasachischen Innenministers, bis er im September 2003 von Sauytbek Turysbekow abgelöst wurde. Anschließend war Süleimenow bis 2008 Befehlshaber der inneren Truppen. Vom 19. August 2008 bis September 2009 war er Assistent des kasachischen Präsidenten Nursultan Nasarbajew sowie Sekretär des Sicherheitsrates. Nach der Parlamentswahl 2012 wurde Süleimenow Abgeordneter für Nur Otan in der Mäschilis.